# Mount Rukhin
Mount Rukhin är ett berg i Antarktis. Det ligger i Östantarktis. Norge gör anspråk på området. Toppen på Mount Rukhin är 1 740 meter över havet.
Terrängen runt Mount Rukhin är platt åt nordväst, men åt sydost är den kuperad. Trakten är obefolkad. Det finns inga samhällen i närheten.